# Заводные механизмы

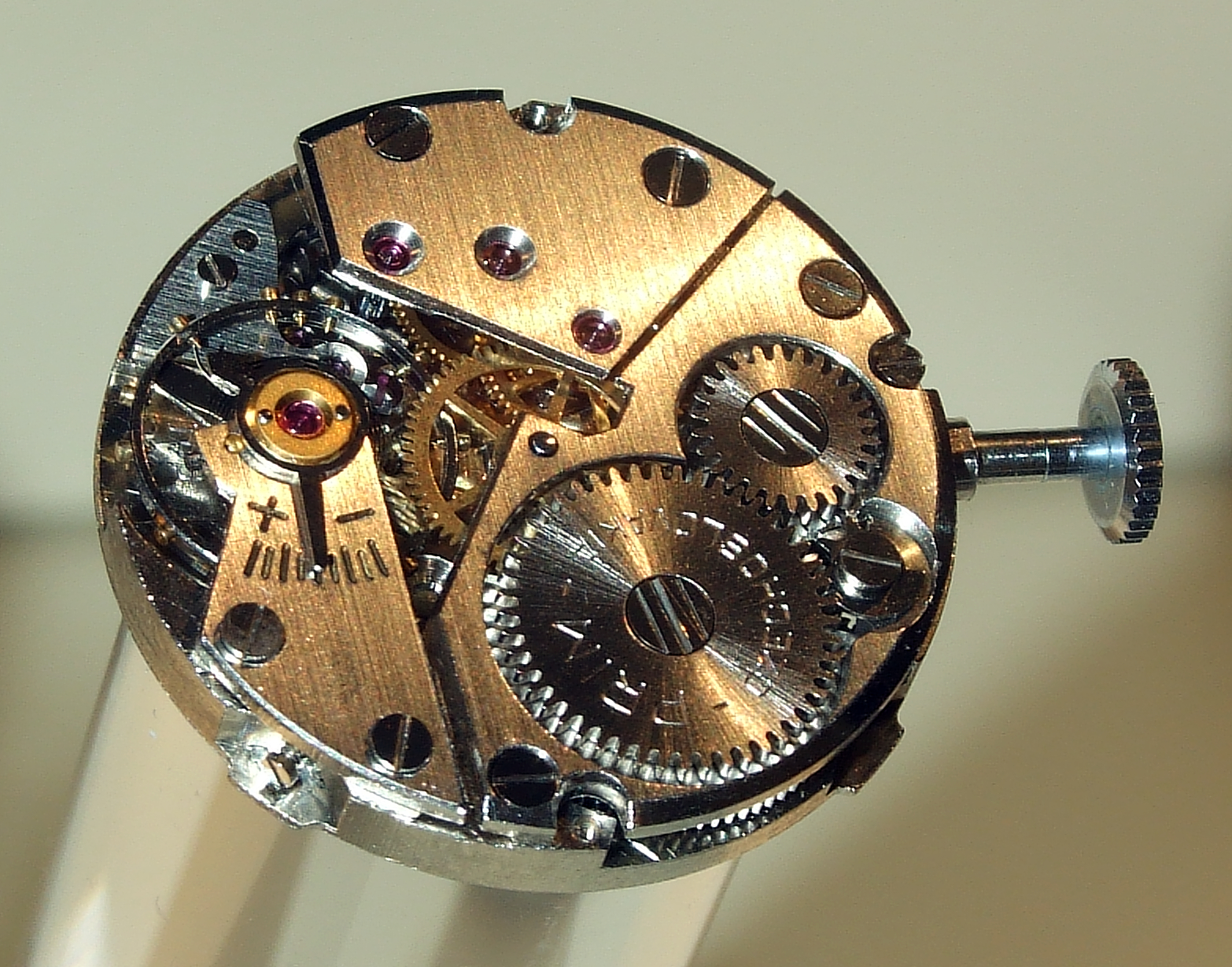
Заводной часовой механизм для наручных часов.

Заводные механизмы — механизмы, использующие для выполнения работы механическую энергию предварительно сжатой или скрученной пружины.
Заводные механизмы используются в приборах, музыкальных инструментах, часах (заводной часовой механизм), игрушках, и так далее. Ранее использовались в автоматике, таковыми были, например, программные токораспределители и суточные программируемые реле времени (например, советское реле 2РВМ).
В заводных механизмах часто используется маховик — колесо с массивным ободом, устанавливаемое на валу машины — который выступает в качестве инерционного аккумулятора механической энергии.